# Monkswood
Monkswood is een kleine woonwijk in Welwyn Garden City, Hertfordshire, Engeland .
Het gebied telt ongeveer 300 huizen en appartementen en er wonen ongeveer 500 mensen. De Monks Walk School, de winkelstraat Shoplands en de Welwyn Garden City Cricket Club liggen vlakbij.
Het gebied wordt bediend door een aantal lokale busdiensten naar het centrum van Welwyn Garden City, Welwyn Village en Stevenage .